# 2017年6月臺灣
| << | 2017年6月 （民國106年） | >> |    |    |    |    |
| \| 日 \| 一 \| 二 \| 三 \| 四 \| 五 \| 六 \| \| \| \| \| \| 1 \| 2 \| 3 \| \| 4 \| 5 \| 6 \| 7 \| 8 \| 9 \| 10 \| \| 11 \| 12 \| 13 \| 14 \| 15 \| 16 \| 17 \| \| 18 \| 19 \| 20 \| 21 \| 22 \| 23 \| 24 \| \| 25 \| 26 \| 27 \| 28 \| 29 \| 30 \| \| \| \| \| \| \| \| \| \| |                         |    |    |    |    |    |
| 臺灣新聞動態／維基新聞 |                         |    |    |    |    |    |
| 世界／中国大陆／臺灣 |                         |    |    |    |    |    |
| 日 | 一                      | 二 | 三 | 四 | 五 | 六 |
| |                         |    |    | 1  | 2  | 3  |
| 4 | 5                       | 6  | 7  | 8  | 9  | 10 |
| 11 | 12                      | 13 | 14 | 15 | 16 | 17 |
| 18 | 19                      | 20 | 21 | 22 | 23 | 24 |
| 25 | 26                      | 27 | 28 | 29 | 30 |    |
| |                         |    |    |    |    |    |

## 6月2日
- 原住民族轉型正義小教室在臺北市凱達格蘭大道紮營抗議《原住民族土地或部落範圍土地劃設辦法》排除私有土地劃入臺灣原住民族傳統領域，本日為第100天。抗議群眾搭設之帳篷及文化藝術裝置被優勢警力在大雨中清除，清除之理由是排除占用道路妨礙交通。原住民族民族議會聯合行動發表聲明抨擊，在完全不符比例原則的粗暴驅離及破壞之後，中華民國總統府副秘書長姚人多緊接著補上一槍說「態度開放，隨時可談」[1]，是兩手策略[2]。

## 6月4日
- 臺灣中南部部分地區因暴雨引發山洪，南投縣信義鄉有5戶地基被淘空並翻落溪水[3]，高雄市部分地區亦因河水暴漲，共有12戶民宅遭大水沖毀[4]。

## 6月8日
- 臺北文化體育園區的球場停工爭議，經台灣建築中心通過性能審查後，中華民國內政部核發「大巨蛋建築物防火避難性能設計計畫書」認可通知書[5]。

## 6月10日
- 2017年凌天航空直升機事故

## 6月13日
- 巴拿马与中华民国断交，与中华人民共和国建交。

## 6月15日
- 國道5號「雪山隧道自動化科技執法系統」啟用，上路執行首日即取締違規事件共136件（超速98件、低於最低速限34件、惡意逼車4件）[6]。

## 6月23日
- 本日為2016年中華航空空服員罷工事件一週年的前一日，桃園市空服員職業工會號召臺灣鐵路產業工會、北區捷運電聯車駕駛產業工會、台灣汽車客運業產業工會、長榮航空企業工會等運輸業工會聚集交通部前，爭取運輸業勞工休息時間，向交通部丟紅漆水球「血濺交通部」象徵運輸業勞工依然血汗超時工作[7]。

## 6月29日
- 總統府人權諮詢委員會下午召開會議，將討論面臨迫遷危機的新北市板橋區大觀社區。大觀事件自救會於會議前至總統府前廣場舉行記者會，要求蔡英文政府履行本年年初兩公約審查結論性意見，保障大觀社區居民的居住權，而非僅將人權當作妝點門面的工具[8]。

## 6月30日
- 塔塔加夫妻神木的夫樹，因基部腐朽，加上午後雷雨而倒塌[9]。
- 總統府原住民族歷史正義與轉型正義委員會第二次委員會議，完全沒有將《原住民族土地或部落範圍土地劃設辦法》排入議程[10]。